# Brachythemis leucosticta
Brachythemis leucosticta là một loài chuồn chuồn ngô thuộc họ Libellulidae. Nó được tìm thấy ở Algérie, Angola, Botswana, Burkina Faso, Tchad, Cộng hòa Dân chủ Congo, Bờ Biển Ngà, Ai Cập, Ethiopia, Gambia, Ghana, Guinée, Guiné-Bissau, Kenya, Madagascar, Malawi, Mali, Mauritanie, Maroc, Mozambique, Namibia, Niger, Nigeria, Sénégal, Somalia, Nam Phi, Sudan, Tanzania, Togo, Uganda, Zambia, Zimbabwe, và có thể cả Burundi. Môi trường sống tự nhiên của chúng là sông ngòi, sông có nước theo mùa, đầm lầy, hồ nước ngọt, hồ nước ngọt có nước theo mùa, đầm nước ngọt, và đầm nước ngọt có nước theo mùa.

## Hình ảnh

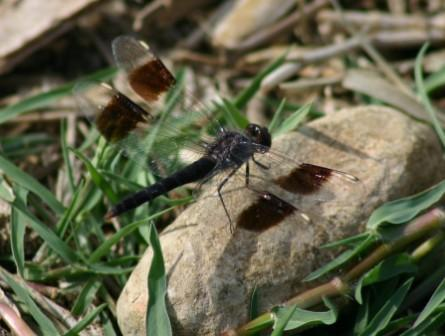
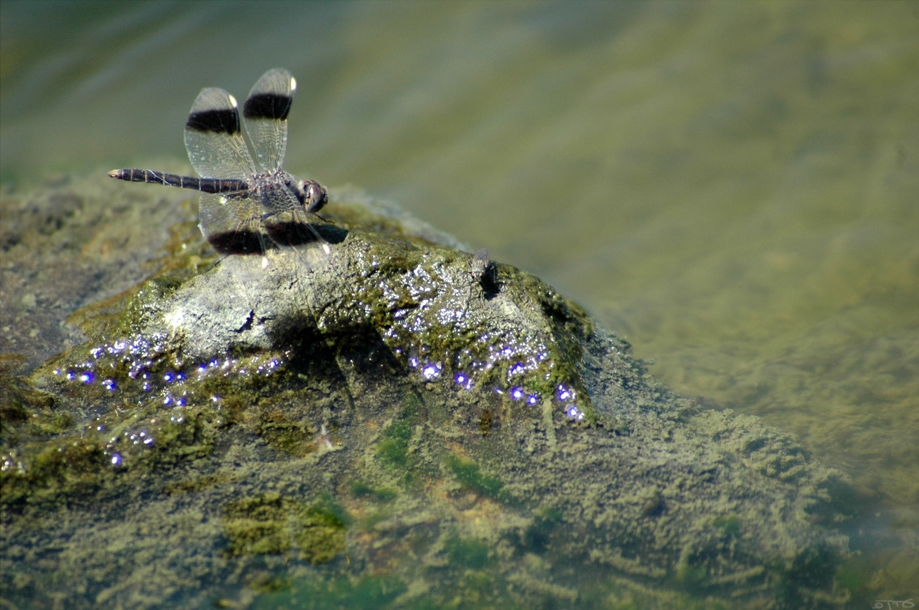